# Into the Breach
Into the Breach — це відеогра жанру покрокової стратегії з елементами roguelike, створена і видана незалежною компанією розробників Subset Games. Є версії для Microsoft Windows, macOS, Nintendo Switch, Linux, iOS, Android та Netflix.
19 червня 2022 вийшло оновлене видання під назвою Into the Breach: Advanced Edition, яке додало: нових мехів, Веків, місії, пілотів, зброю; режим «Нечесна гра», локалізацію декількома мовами, та вдосконалило ігровий процес.

## Сюжет
Події гри розгортаються в далекому майбутньому, де після глобальної катастрофи людство воює з Веками — велетенськими комахами. Залишки людства вимушено жити на чотирьох вцілілих островах.

## Геймплей

### Завдання
Гравець очолює групу солдат, що пілотують мехи. Для здійснення завдань надається декілька ходів, їх бездоганне виконання нагороджується «Корпоративним авторитетом» та «Ядрами реактора».
Мехи живляться від електромережі, у той час житлові масиви працюють, як вузли електромережі. Тож запобігання ушкоджень багатоповерхівок є першочерговою місією, оскільки їх руйнування призводить до втрат серед мирного населення та відключень вузлів, що означає вимкнення системи стримування Веків і втрату поточної часової лінії.
Кожен регіон острову супроводжується локальним завданням: боронити певну будівлю чи споруду, вбити певну кількість Веків, завершити бій з неушкодженими мехами, підібрати часову капсулу, тощо.
Перед початком бою гравець має обрати один з чотирьох доступних островів, та висадитися на доступну ділянку суходолу.

### Процедурна генерація
Подібно до FTL, гра розділена на декілька унікальних секторів; в той час, як острови залишаються незмінними кожну гру, самі сценарії генеруються в роуглайк-подібній манері. Після спасіння першого острова, гравцеві надається вибір, до якого острова відправитися наступним. Усі вони мають свої особливості, які впливають на ведення бою.
Іноді на випадкову клітину падає часова капсула. Всередині капсули може зберігати в собі: пасивне спорядження, зброю, ядро реактора чи нового пілота.

### Особливості бою
У грі використовується покрокова бойова система, що дає змогу гравцеві координувати дії своєї команди, спираючись на ходи і дії противника. У мехів є одна особливість — здатність створювати «локальний розрив» часу, так у гравця є можливість скасувати свої дії в рамках ходу, раз на раунд.
Ігровий процесс Into the Breach часто порівнюють з шахами, оскільки він менше спрямований на подолання протилежних сил, а натомість акцентує увагу на збереженні контролю над позиціями та жертвуванням юнітами задля більшої переваги.
Обмежена кількість ходів використовувався, щоб тримати високий темп гри.
Кожен хід Веки пересуваються і атакують. На екрані доступна уся інформація щодо намірів ворогів: планування атаки, кількість ходів та їх послідовність, запас та залишок здоров'я. Це дає можливість передбачати ходи ворога та ефективно керувати мехам, аби знищити Веків, або змусити їх втекти; зайняти більш вигідну позицію, чи змусити мех простоювати хід, щоб відремонтувати пошкодження.
Вбивство Веків дає пілотам досвід, який відкриває особливі навички.

### Програш та нова гра
Є декілька сценаріїв програшу: втрата кожного з трьох мехів, втрата електромережі, або нездатність захищати певну ціль. Усі вони призводять до одного результату — обраний пілот відкриває «Пролом» (англ. Breach), за допомогою якого він повертається на момент початку гри (з усім накопиченим досвідом), тим самим створюючи альтернативну часову лінію.

## Розробка
Into the Breach є компіляцією ідей, які виникли у Ма і Девіса після успіху FTL. Вони пробували різні прототипи гри, в тому числі один для тактичної системи на основі сітки, яка, як вони визнали, переживала відродження в індустрії відеоігор завдяки успіху XCOM: Enemy Unknown (2012). Проте їм все ще потрібна була якась родзинка, яка б відрізняла їх гру. Це стало відповіддю на такі фільми, як «Людина зі сталі» та «Тихоокеанський рубіж», де «ціле місто руйнується, але нікого це не хвилює, бо хороші хлопці перемогли». Вони вирішили зробити гру зосередженою на впливі супутніх збитків, щоб захист будівель та інших споруд став пріоритетом.
На відміну від XCOM, де проста битва може зайняти до години, щоб виконати всі завдання, Subset Games хотіли, щоб кожна битва була відносно короткою з точки зору ігрового часу. Вони розробили сценарії та ситуації, які вимагали від гравця розробляти нові стратегії на льоту.
Розробка Into the Breach почалася в середині 2015 року, після того, як всі зобов'язання щодо FTL були виконані, що забезпечило їм фінансову безпеку для подальшої роботи над цим проектом.
Очікувалося, що гра, анонсована в лютому 2017 року, буде випущена на операційних системах Microsoft Windows, macOS і Linux. Під час анонсу розробники заявили, що Into the Breach все ще далека від релізу, оскільки у них все ще не вистачає контенту для гри, і вони вважають за краще вдосконалювати гру у власному темпі. Rock, Paper, Shotgun вважали ранню попередню копію, в яку вони грали в листопаді 2017 року, майже завершеною, за винятком проблем з ігровим балансом, і повідомили, що реліз гри очікується на початку 2018 року, і в кінцевому підсумку він був встановлений на 27 лютого 2018 року.

## Рецензії
| Агрегатор  | Оцінка                |
| ---------- | --------------------- |
| Metacritic | ПК: 90/100 НС: 89/100 |

| Видання       | Оцінка  |
| ------------- | ------- |
| Edge          | 9/10    |
| Game Informer | 9.25/10 |
| GameSpot      | 10/10   |
| IGN           | 9/10    |

Into the Breach отримала високі оцінки після релізу. Це є найкращою рецензованою грою для ПК за 2018 рік. Критики високо оцінили простий, але стратегічний геймплей, високу складність, арт-стиль і саундтрек. Редакція «Популярної Механіки» назвала її найкращою відеогрою 2018 року, написавши, що вона «свіжим поглядом на покрокову стратегію і представляє собою найбільш винахідливу еволюцію цього жанру».

### Нагороди
Гра посіла друге місце у номінаціях «Найкращий дебют» та «Найкраща гра року» у номінації «Гра року 2018» за версією Giant Bomb.

## Зовнішні посилання
Офіційний сайт.